# Bykivnia

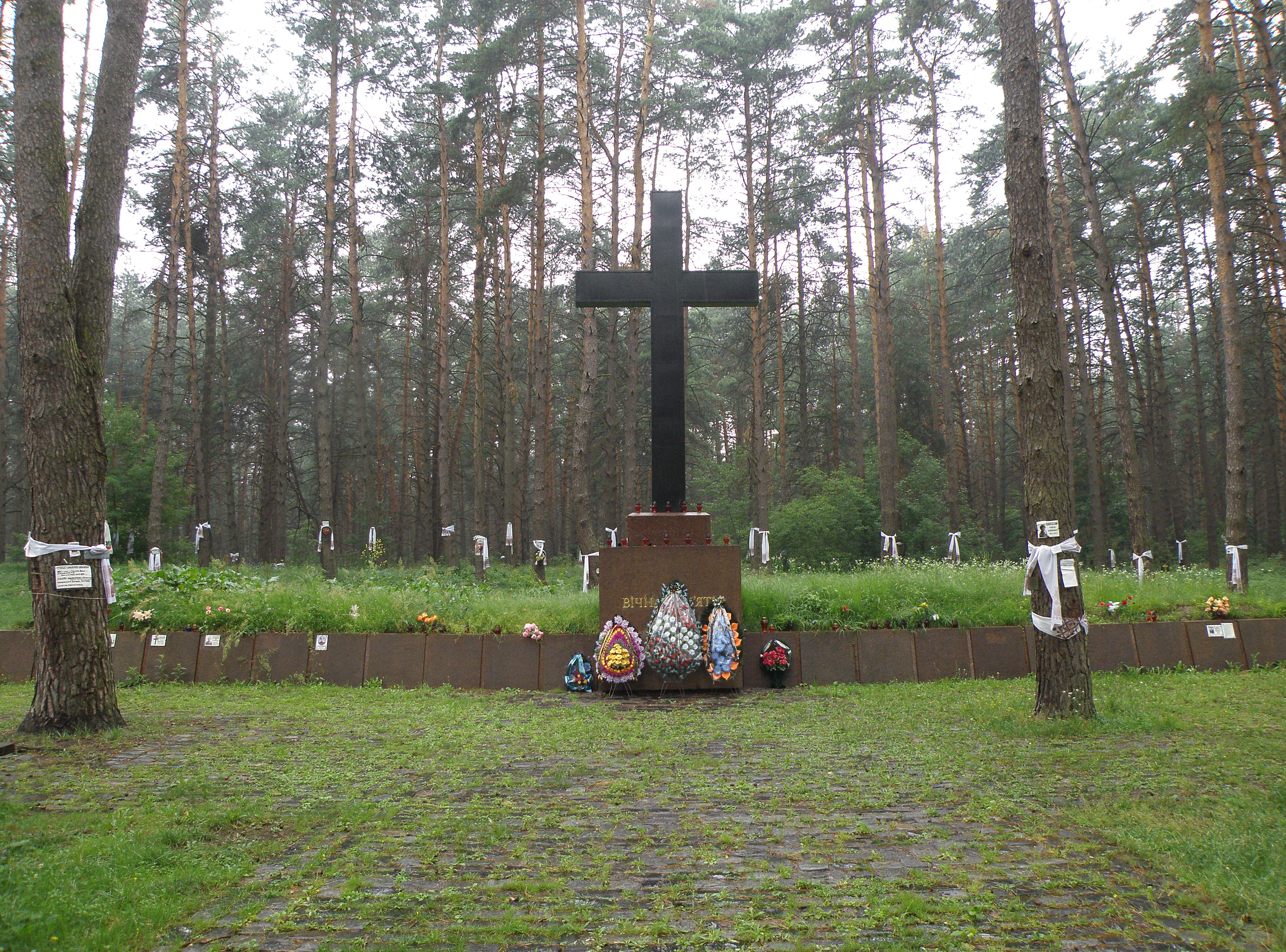
Monumento central no memorial de guerra de Bykivnia, Ucrânia.

Bykivnia (em ucraniano:  Биківня, em russo:  Быковня, em polonês/polaco:  Bykownia) é uma antiga vila na periferia de Kiev, na Ucrânia, incorporada à cidade em 1923. Ela é conhecida pela Reserva Nacional Memorial-Histórica "Tumbas de Bykivnia".
Durante o período stalinista na União Soviética, a vila foi um dos locais onde a polícia secreta soviética (NKVD) enterrou milhares de corpos de cidadãos executados por serem inimigos ou alegadamente inimigos do sistema soviético. O número de corpos sepultados no local é variável, segundo fontes diversas, indo de alguns milhares  a 225.000.
Do começo dos anos 20 ao fim dos anos 40 e através do Grande Expurgo da era stalinista, o governo soviético transportou os corpos de presos políticos torturados e mortos na aldeia e os enterrou nas florestas de pinheiros em volta, e os enterrou em grandes covas que se espalham por uma área de 15.000 m². Ao menos 210 valas comuns já foram encontradas por arqueólogos poloneses e ucranianos trabalhando no local. Durante a retirada soviética em 1941, no começo da Operação Barbarossa, a invasão nazista da URSS, as tropas soviéticas em retirada nivelaram a aldeia até o chão. O local com as covas coletivas foi descoberto pelos alemães, assim como vários outros por toda a União Soviética. Porém, com a descoberta do massacre de Katyn, as covas de Bykivnia deixaram de fazer parte da propaganda nazista anti-soviética. Após a recaptura do lugar pelas tropas soviéticas em 1943, o local foi novamente classificado como secreto pela NKVD. Nos anos 50, Bykivnia foi reconstruída como um subúrbio de Kiev.
À parte do extermínio de adversários internos do governo soviético e seu sepultamento na vila, acreditava-se que no lugar estivessem os restos de 3.435 oficiais poloneses capturados depois da invasão soviética da Polônia em 1939 e executados em 1940 no massacre de Katyn, entre outros 20 mil militares e cidadãos civis poloneses. Porém, como as autoridades soviéticas negavam seu envolvimento nestes massacres, colocando a culpa nos invasores nazistas, não havia condição de confirmar a identidade dos mortos nem se os havia.
Nos anos 90, porém, o governo da Ucrânia independente confirmou o sepultamento de milhares de pessoas no local. Em 3 de abril de 1994, um grande memorial para as vítimas do comunismo foi construído ali, ao mesmo tempo em que escavações arqueológicas começavam a ser feitas no sítio. Em 2001, o governo do presidente Viktor Yushchenko anunciou a intenção de transformar as matas de Bykivnia num complexo estatal memorial-histórico chamado "Tumbas de Bykivnia". Ele foi inaugurado por Yuhchenko em 17 de maio de 2006, que se tornou o primeiro presidente ucraniano a participar da cerimônia anual Dia da Recordação, em honra aos estimados mais de cem mil mortos enterrados nas cercanias de Kiev. Durante o evento, ele declarou: "Nós precisamos saber a verdade. Porque nossa nação perdeu mais de 10 milhões de pessoas sem ter uma guerra?".
Desde 2006 investigadores tem achado um grande número de corpos de poloneses no local, mortos durante a primavera de 1940 durante os massacres de Katyn. Além dos corpos, os escavadores poloneses encontraram objetos de uso diário com um pente, no qual o dono gravou vários nomes como Franciszek Strzelecki, Ludwik Dworak e Szczyrad … (incompleto, este provavelmente, refere-se ao coronel Bronisław Mikołaj Szczyradłowski, vice-comandante da defesa de Lwów em setembro de 1939). Também foi encontrada no local uma plaqueta de identificação pertence ao sargento Józef Naglik, soldado integrante do Corpo de Defesa de Fronteiras polonês. Todos estes nomes pertencem à "lista ucraniana" de mortos no massacre de Katyn, o que constitui a prova da ligação dos mortos de Bykivnia com os crimes de Katyn.
Todos os anos, no segundo domingo de maio, cidadãos de todas as províncias da Ucrânia dirigem-se a Bykivnia para homenagear seus parentes desaparecidos, mesmo aqueles que tiveram parentes mortos e enterrados em lugares distantes como a Sibéria, as Ilhas Solovetsky e outros lugares remotos onde havia campos de concentração soviéticos. Em 2001, o local foi visitado pelo papa João Paulo II.